# Femme de choc
Pour plus de détails, voir Fiche technique et Distribution.
Femme de choc (Wildcats) est un film américain réalisé par Michael Ritchie, sorti en 1986. C'est le 1er film de Wesley Snipes.

## Fiche technique
- Titre : Femme de choc
- Titre original : Wildcats
- Réalisation : Michael Ritchie
- Scénario : Ezra Sacks
- Production : Goldie Hawn, Anthea Sylbert
- Société de production : Warner Bros. Pictures
- Musique : James Newton Howard
- Photographie : Donald E. Thorin
- Montage : Richard A. Harris
- Décors : Boris Leven
- Pays d'origine : États-Unis
- Format : Couleurs - 1,85:1 - Dolby - 35 mm
- Genre : Comédie
- Durée : 106 minutes
- Date de sortie : 14 février 1986

## Distribution
- Goldie Hawn (VF : Anne Rochant) : Molly McGrath
- Swoosie Kurtz  (VF : Martine Meiraghe)  : Verna McGrath
- James Keach  (VF : Hervé Bellon)  : Frank Needham
- Mykelti Williamson  (VF : Richard Darbois)  : Levander 'Bird' Williams
- Wesley Snipes : Trumaine
- Woody Harrelson : Krushinski
- Nipsey Russell  (VF : Tola Koukoui)  : Ben Edwards
- Bruce McGill : Dan Darwell
- Robyn Lively : Alice Needham
- Brandy Gold : Marian Needham
- M. Emmet Walsh  (VF : Yves Barsacq)  : Walt Coes
- Jan Hooks : Stephanie Needham
- Tab Thacker : Phillip Finch
- Jsu Garcia : Cerulo
- Willie J. Walton : Marvel

## Distinctions
- 1987 : Au Young Artist Awards, Robyn Lively a été nommée dans la catégorie de la meilleure jeune actrice dans une comédie